# Alfredo Escalera
Pour les articles homonymes, voir Escalera.
Alfredo Escalera est un boxeur portoricain, né le 21 mars 1952 à Carolina. Il a détenu le titre de champion du monde WBC des poids super-plumes entre 1975 et 1978.

## Carrière

### Débuts professionnels
Alfredo Escalera fait ses débuts en boxe professionnelle le 24 septembre 1970 dans la catégorie des super-plumes. Après 7 victoires et 1 défaite, un an après ses débuts professionnels, le 23 octobre 1971, il est battu aux points en 8 rounds par le futur challenger mondial Edwin Viruet. Le 16 février 1972, il connait sa première défaite par KO face au champion du panama et futur challenger mondial, Diego Alcala.
Durant les 3 années suivantes, il subira 4 autres défaites contre des inconnus, mais obtiendra également des succès contre l'ancien champion d'Argentine des poids plumes Oscar Mendez et l'ancien champion nord-américain NABF Frankie Otero. Il fera match nul contre l'ancien champion de Puerto Rico Francisco Villegas le 31 mars 1975.

### Champion du monde WBC
Le 5 juillet 1975, il combat le japonais Kuniaki Shibata pour le titre de champion du monde WBC, sur les terres de ce dernier, à Mito, au Japon. Une combinaison de crochets au 2e round envoie le champion à terre. À 23 ans, Escalera devient champion du monde. À Puerto Rico, il devient très populaire et apparaît régulièrement dans des publicités.
Le 20 septembre, il défend son titre en faisant match nul en 15 rounds contre l'ancien champion du Venezuela Leonel Hernandez. Le 12 décembre, il bat le champion d'Europe EBU Svein Erik Paulsen par KO technique au 9e round. L'ancien champion NABF Jose Fernandez est battu par KO technique au 13e round le 20 février 1976. Il bat ensuite à deux reprises l'ancien champion du japon des poids légers Buzzsaw Yamabe, la première fois par KO technique au 6e round, la seconde fois par décision unanime des juges, après 15 reprises. Le 16 septembre 1976, il bat l'ancien champion nord-américain NABF par KO technique à la 13e reprise.
Le 30 novembre 1976, il défend pour la première fois son titre aux États-Unis, au Spectrum de Philadelphie contre Tyrone Everett, invaincu en 34 combats. Ce dernier connait la seule défaite de sa carrière, mais elle est hautement controversée. Escalera remporte le combat par décision partagée des juges cette décision sera considérée comme un vol pour beaucoup d'observateurs qui avaient vu Everett gagner.
Il bat par KO technique à la 6e reprise Ronnie McGarvey le 17 mars 1977, pour sa 8e défense de titre. Il met ensuite KO l'américain Carlos Becerill au 6e round sur une combinaisons de crochets. Le 10 septembre 1977, il défend une 10e fois son titre contre Sigfrido Rodriguez, qu'il bat par décision unanime des juges.

### Escalera contre Arguello
Le 28 janvier 1978, il fait face à l'ancien champion du monde des poids plumes, Alexis Arguello. Ce dernier envoie Escalera au tapis au 2e round. Il se relève, mais le combat est stoppé à la 13e reprise en raison d'une coupure trop importante d'Escalera, qui perd son titre après 30 mois de règne. Ce dernier était derrière sur les cartes des 3 juges, accusant 5 à 7 points de retard. La revanche a lieu le 4 février 1979. Escalera est envoyé 3 fois à terre par Arguello, aux rounds 4, 5 et 13. Il ne se relèvera pas la 3e fois et ne combattra plus jamais pour un titre mondial.

### Fin de carrière
Escalera effectue un autre combat en 1979, puis ne combat plus durant deux ans. Il fait son retour sur le ring le 16 octobre 1981. Il connait quelques défaites, notamment contre le futur champion du monde des poids légers Gene Hatcher. Il remporte également des victoires : Le 13 mai 1983, il remporte la ceinture continentale américaine en battant l'inconnu Martin Rojas aux points. Il obtient sa revanche contre Hatcher en le battant aux points en 10 rounds, le 16 juin de la même année.
Son dernier combat a lieu contre l'américain Charlie Brown, qui le bat aux points en 10 rounds, le 15 septembre 1983. Après cette défaite, il raccroche les gants. Depuis son retour en 1981, il aura combattu à 15 reprises, pour un bilan de 11 victoires et 4 défaites aux points. Peu de temps après son retrait, il fut découvert qu'il avait combattu presque aveugle lors de ses derniers combats.
Il se retire sur un bilan de 53 victoires, 14 défaites et 3 matchs nuls.